# 叔孫俊
叔孫俊（389年—416年），字丑归，代人，中国南北朝北魏鲜卑族将领，魏明元帝时大臣，丹阳王叔孙建長子。
叔孙俊年少时聪敏，年十五岁即为魏道武帝侍从。以弓马娴熟，转为猎郎。409年（天賜六年）十月，清河王拓跋紹殺害道武帝，谋夺大位，逼叔孙俊以为己援。叔孙俊外示顺从，派拓跋磨渾告知皇太子拓跋嗣，以假消息騙拓跋紹，伺机投奔出城归顺拓跋嗣。他和拓跋嗣左右車路頭、王洛儿，护送拓跋嗣回宫，被拓跋嗣倚为心腹。
拓跋嗣诛拓跋绍即位为魏明元帝，命叔孙俊、拓跋磨渾拾遺左右。叔孙俊转任卫将军，赐爵安城公。同年（永興元年）闰10月，朱提王拓跋悦怀刃入禁中，意图帝殺害明元帝。叔孙俊发觉拓跋悦的计划，将他怀中的两把匕首夺出，殺死拓跋悦。于是叔孫俊深得明元帝器重，军国大事一概委任。群官上奏需要叔孫俊確認後才得奏聞。叔孫俊性平正柔和，无谄上抑下之举。416年（泰常元年），叔孫俊卒。享年二十八岁。追贈侍中、司空、安城王。諡孝元，陪葬金陵。其妻桓氏，其子叔孫蒲。